# Śnieżyczka

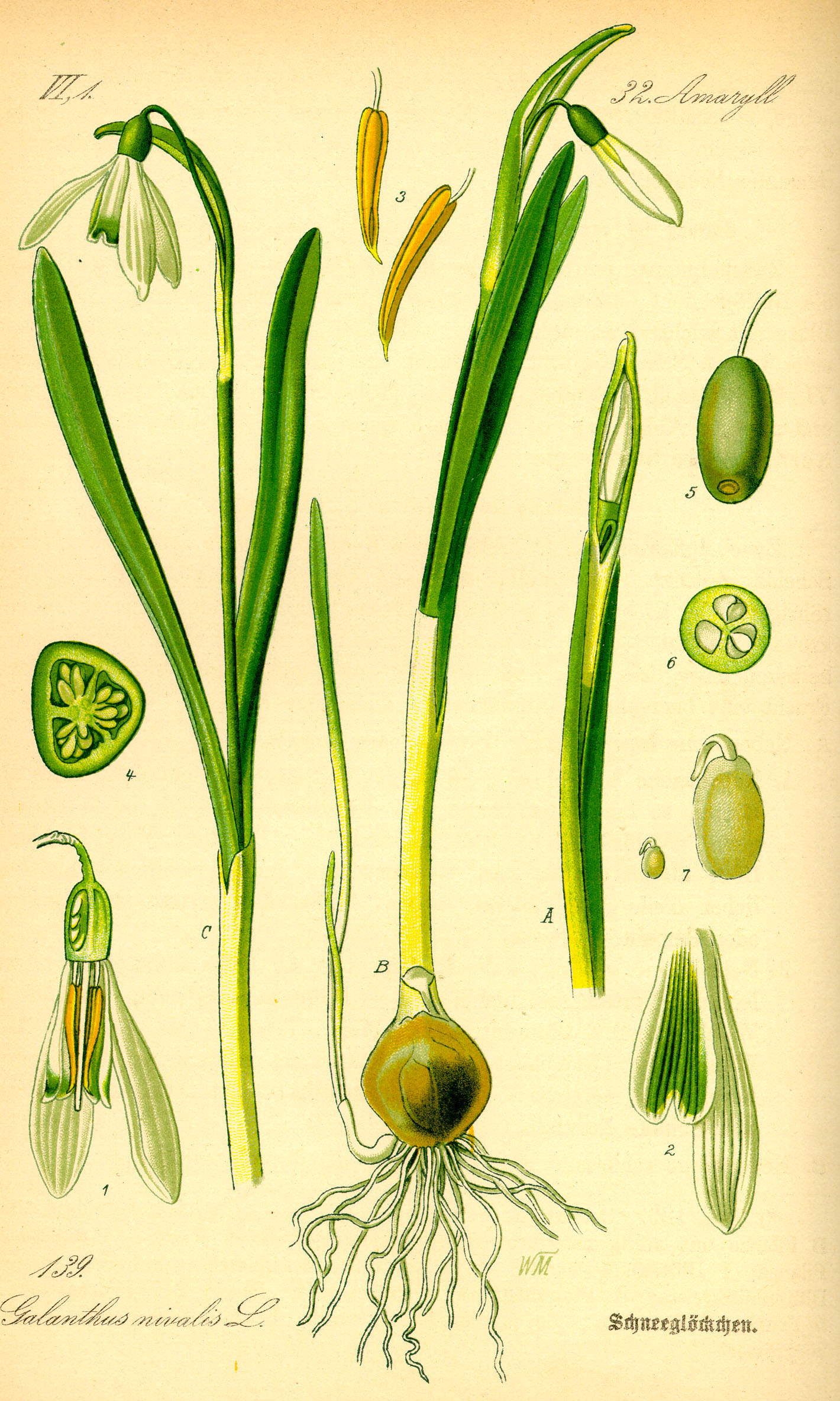
Śnieżyczka przebiśnieg

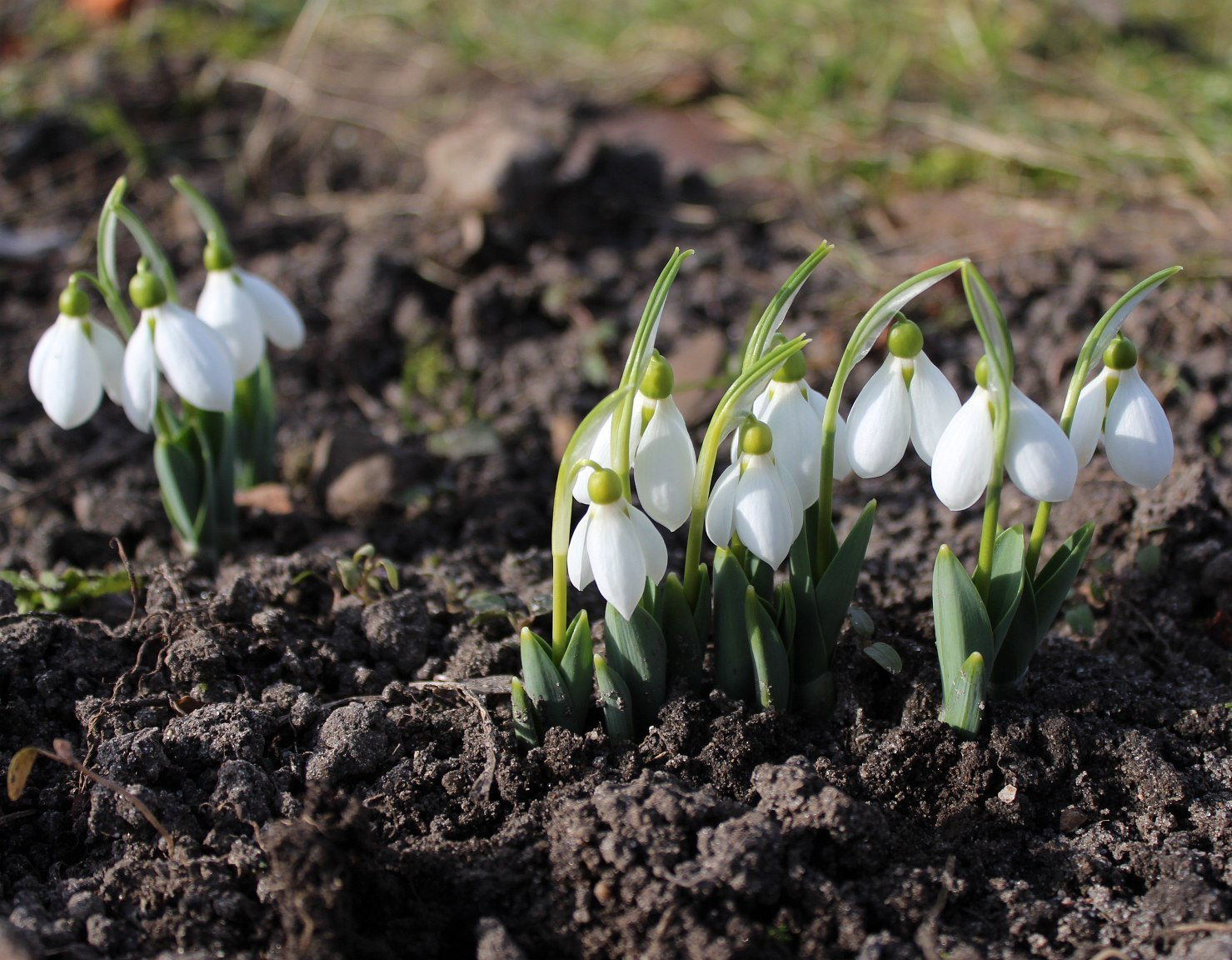
Galanthus elwesii

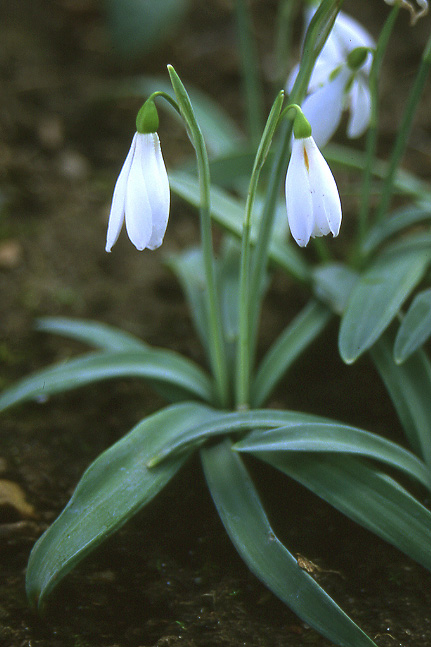
Śnieżyczka fałdowana Galanthus plicatus f. poculiform (forma z wszystkimi listkami okwiatu równej długości)

Śnieżyczka (Galanthus L.) – rodzaj roślin z rodziny amarylkowatych. Należy tu od 14 do 17 gatunków bylin występujących naturalnie w strefie klimatu umiarkowanego w Eurazji (głównie w południowej Europie i południowo-zachodniej Azji). Gatunkiem typowym i zarazem jedynym rodzimym przedstawicielem we florze Polski jest śnieżyczka przebiśnieg (Galanthus nivalis). Ze względu na wczesne zakwitanie roślin na przełomie zimy i wiosny, szereg gatunków i mieszańców między nimi jest popularnie uprawianych jako rośliny ozdobne w strefie klimatu umiarkowanego. Gatunki uprawiane nierzadko dziczeją i jako takie spotykane są też m.in. w Ameryce Północnej.

## Morfologia
Niewielkie, biało kwitnące geofity cebulowe o charakterystycznej budowie kwiatów. Większe są białe płatki zewnętrznego okółka, podczas gdy w okółku wewnętrznym płatki są mniejsze i zielono oznaczone. Większość gatunków rozpoznawalna jest tylko w okresie kwitnienia. Organem trwałym jest podziemna cebula otoczona brunatna tuniką łuskowatych liści i często cebulkami potomnymi. Liście 2 (rzadko 3) wyrastają z cebuli. U nasady pochwowate, białawe tworzą rurkę, przez którą przechodzi w czasie kwitnienia głąbik zakończony kwiatem. Blaszki liściowe początkowo wyprostowane, później łukowato odgięte, szaro- lub modrozielone, równowąskie. Głąbik wyprostowany podczas kwitnienia, pokłada się podczas owocowania. Na szczycie głąbika zwykle jeden, rzadko 2 kwiaty. U nasady krótkiej szypułki kwiatowej wyrastają dwie błoniaste podsadki. Kwiaty pachnące z okwiatem do 2,5 cm długości. Owocem jest mięsista, zielona, owalna i mięsista torebka zawierająca od 18 do 36 nasion. 

## Systematyka
Synonimy taksonomiczne
Acrocorion Adans., Chianthemum O. Kuntze, Galactanthus Lemaire in A. C. V. D. Orbigny
Pozycja systematyczna według APweb (aktualizowany system APG IV z 2016)
Rodzaj należy do grupy (plemię/podrodzina) Galantheae Salisbury (synonimy: Galanthaceae G. Meyer, Leucojaceae Batsch) tworzącej klad z trzema innymi grupami euroazjatyckimi (Lycoridae + Pancratieae + Narcisseae) w obrębie rodziny amarylkowatych Amaryllidaceae J. Saint-Hilaire z rzędu szparagowców Asparagales. 
Pozycja rodzaju w systemie Reveala (1994-1999)
Gromada okrytonasienne Magnoliophyta, podgromada Magnoliophytina, klasa jednoliścienne Liliopsida, podklasa liliowe Liliidae, nadrząd Lilianae Takht., rząd amarylkowce Amaryllidales, rodzina amarylkowate Amaryllidaceae, podrodzina Galanthoideae Herb., plemię Galantheae (Herb.) Parl., podplemię Galanthinae Pax in Engl. & Prantl, rodzaj śnieżyczka (Galanthus L.).
Gatunek we florze Polski
- śnieżyczka przebiśnieg (Galanthus nivalis L.)

Gatunki uprawiane w Polsce
- śnieżyczka Elwesa (Galanthus elwesii Hook.)
- śnieżyczka fałdowana (Galanthus plicatus Bieb.)
- śnieżyczka kaukaska (Galanthus caucasiacus Grossh.)

Pozostałe gatunki
- Galanthus alpinus Sosn. – śnieżyczka wysokogórska
- Galanthus angustifolius Koss
- Galanthus cilicicus Baker
- Galanthus fosteri Baker – śnieżyczka Fostera
- Galanthus gracilis Čelak. – śnieżyczka drobna
- Galanthus ikariae Baker – śnieżyczka ikaryjska
- Galanthus koenenianus Lobin et al.
- Galanthus krasnovii A. P. Khokhr. – śnieżyczka Krasnowa
- Galanthus lagodechianus Kem.-Nath. – śnieżyczka Kemularii-Nathadze
- Galanthus peshmenii A. P. Davis & C. D. Brickell
- Galanthus platyphyllus Traub & Moldenke
- Galanthus reginae-olgae Orph. – śnieżyczka królowej Olgi
- Galanthus rizehensis Stern – śnieżyczka rizeńska
- Galanthus transcaucasicus Fomin
- Galanthus trojanus A. P. Davis & Özhatay
- Galanthus woronowii Losinsk.

Mieszańce
- Galanthus ×grandiflorus Baker
- Galanthus ×allenii Baker – śnieżyczka Allena

## Zastosowanie
Szereg gatunków oraz mieszańce uprawiane są w celach ozdobnych. W przypadku gatunku Galanthus elwesii tylko z jednego kraju – Turcji eksportowanych jest rocznie do 30 mln cebulek.

## Ochrona
Ze względu na niszczenie naturalnych siedlisk oraz zagrożenie pozyskaniem roślin do handlu ze stanowisk naturalnych, wszystkie gatunki w obrębie rodzaju wymienione są w załączniku II Konwencji Waszyngtońskiej CITES wprowadzającej ograniczenie w obrocie handlowym. W Polsce ścisłą ochroną gatunkową objęty jest jedyny naturalnie występujący gatunek – śnieżyczka przebiśnieg.